# Helmut Reichelt
Helmut Reichelt (* 1939 in Borås, Schweden) ist ein deutscher Ökonom und Soziologe. Reichelts sozialwissenschaftlichen Wurzeln liegen in der Kritischen Theorie und er ist einer der zentralen Autoren der Neuen Marx-Lektüre. Sein Forschungsfeld ist die Marxsche Werttheorie.

## Leben
Helmut Reichelt bestand 1959 am Alexander-von-Humboldt-Gymnasium in Konstanz das Abitur. Er studierte zunächst drei Semester an der Universität Freiburg im Breisgau und danach bis 1968 an der Universität Frankfurt Soziologie – unter anderem bei Theodor Adorno mit dem Abschluss als Diplom-Soziologe. Bereits in seinen Studienjahren begann eine langjährige Zusammenarbeit mit Hans-Georg Backhaus.
Nach seinem Diplom war Reichelt am Institut für Sozialforschung Assistent des Politologen Iring Fetscher. 1970 wurde er mit der Arbeit Zur logischen Struktur des Kapitalbegriffs bei Karl Marx zum Dr. rer. pol. promoviert. Reichelt wurde 1971 Professor an der Universität Frankfurt. 1978 erfolgte auf Initiative von Alfred Sohn-Rethel der Ruf auf den Lehrstuhl für Soziologische Theorie an die Universität Bremen, wo er bis 2005 lehrte. Der Lehrstuhl war ausgerichtet auf „Wissenschafts- und Gesellschaftstheorie unter besonderer Berücksichtigung der Dialektik in der Kritik der politischen Ökonomie“.
Reichelt ist – mit einer Unterbrechung – Vorsitzender der Marx-Gesellschaft e. V. seit deren Gründung im Februar 1994.

## Publikationen

### Hauptwerke
- Zur logischen Struktur des Kapitalbegriffs bei Karl Marx. (= Politische Ökonomie. Geschichte und Kritik). Dissertation. 4., durchges. Auflage, mit einem Vorwort von Iring Fetscher. Europäische Verlagsanstalt, Frankfurt am Main 1973, ISBN 3-434-45027-0; Freiburg im Breisgau: Ça Ira, 2001, ISBN 3-924627-76-2.
- Neue Marx-Lektüre. Zur Kritik sozialwissenschaftlicher Logik. VSA-Verlag, Hamburg 2008; 2. Auflage, Freiburg im Breisgau: Ça Ira, 2013, ISBN 978-3-86259-116-9.

### Weitere Publikationen
- Der Zusammenhang von Werttheorie und ökonomischen Kategorien bei Marx. 1999.
- Die Marxsche Kritik ökonomischer Kategorien. Überlegungen zum Problem der Geltung in der dialektischen Darstellungsmethode im „Kapital“. Herbst 2001. (PDF)
- Die Marxsche Kritik der Hegelschen Rechtsphilosophie. 2003. (PDF)
- Einige Fragen und Anmerkungen zu Nadjas „Kritik als Substanz des Denkens bei Kant und Marx“. Frühjahr 2005. (PDF)
- Marx’s Critique of Economic Categories: Reflections on the Problem of Validity in the Dialectical Method of Presentation in Capital. In: Historical Materialism. Volume 15, Number 4, 2007, S. 3–52(50). (abstract)
- Zur Konstitution ökonomischer Gegenständlichkeit: Wert, Geld und Kapital unter geltungstheoretischem Aspekt. In: Werner Bonefeld, Michael Heinrich (Hrsg.): Kapital und Kritik. Nach der neuen Marx-Lektüre. VSA-Verlag, Hamburg 2011, ISBN 978-3-89965-403-5. (PDF) 2010

### Editionen
- Georg Wilhelm Friedrich Hegel: Grundlinien der Philosophie des Rechts. Oder Naturrecht und Staatswissenschaft im Grundrisse. Mit Hegels eigenhändigen Notizen in seinem Handexemplar und den mündlichen Zusätzen. (= Ullstein-Bücher. Nr. 2929). Ullstein, Frankfurt am Main / Berlin / Wien 1972, ISBN 3-548-02929-9.
- Hans-Georg Backhaus u. a. (Hrsg.): Gesellschaft. Beiträge zur Marxschen Theorie. (= edition suhrkamp. 695). Teil 1, Mit Beiträgen von Helmut Reichelt, Claudia von Braunmühl, Joachim Hirsch, Friedrich Eberle u. a. Suhrkamp, Frankfurt am Main 1974.
- Texte zur materialistischen Geschichtsauffassung von Ludwig Feuerbach, Karl Marx, Friedrich Engels. (= Ullstein-Bücher. Nr. 3145). Ullstein, Frankfurt am Main / Berlin / Wien 1975, ISBN 3-548-03145-5.
- mit Manfred Buhr, Manfred Hahn u. a.: Theoretische Quellen des wissenschaftlichen Sozialismus. Studien zur klassischen englischen Ökonomie, zum frühen Sozialismus und Kommunismus und zur klassischen bürgerlichen Philosophie. (= Fischer-Athenäum-Taschenbücher. 4062). Athenäum-Fischer-Taschenbuch-Verlag, Frankfurt am Main 1975, ISBN 3-8072-4062-4.
- mit Reinhold Zech: Karl Marx: Produktionskräfte und Produktionsverhältnisse. Entstehung, Funktion und Wandel eines Theorems der materialistischen Geschichtsauffassung. (= Ullstein Buch. 35161). Ullstein, Frankfurt am Main / Berlin / Wien 1983, ISBN 3-548-35161-1.